# Dimorphostylis elegans
Dimorphostylis elegans är en kräftdjursart som beskrevs av Gamo 1960. Dimorphostylis elegans ingår i släktet Dimorphostylis och familjen Diastylidae. Inga underarter finns listade i Catalogue of Life.